# 올드 스쿨 힙합
올드 스쿨 힙합(Old skool hip hop)은 1970 ~ 1980년대의 뉴욕에서 개최 된 블록 파티에서 등장 해 온 힙합 여명기를 의미하는 말이다. 현대, 올드 스쿨 힙합이라는 말은 BET를 포함한 방송국이나 라디오 방송국 등 매스 미디어에 의해 1990년대 초 이전 힙합을 언급하는 말로 사용되고있다.

## 같이 보기
- 디스코
- 펑크
- 솔 음악
- 제임스 브라운